# مجزرة عائلة النجار
مجزرة عائلة النجار هي مجزرةٌ ارتكبها سلاح الجوّ الإسرائيلي حينما أغارَ على منازل المدنيين في منطقة تل الهوا غرب مدينة غزة من مساء اليوم الثامن من أيام العدوان الإسرائيلي على قطاع غزة في الرابع عشر من أكتوبر 2023. هذه المجزرة من ضمن عدة مجازر وقعت خلال عملية طوفان الأقصى. تسبّبت هذه المجزرة الإسرائيليّة والتي استهدفت منطقة حيوية في استشهاد العديد من سكان المنطقة وخمسة عشر شخصاً من عائلة النجار.

## المجزرة
في مساء اليوم الثامن من العدوان الإسرائيلي على قطاع غزة، وبالتزامن مع القصف الإسرائيلي المتواصل على كافة مناطق القطاع أغارت طائرات الاحتلال الإسرائيلي على منطقة سكنية مأهولة بالسكان من دون أي تحذير أو إبلاغ، وتعرض المنازل لسلسة من الغارات الجوية. تمكنت سيارات الإسعاف من انتشال جثامين 15 مواطناً من عائلة واحدة عدا عن الجرحى والمصابين.

## خلفية الحدث
في ساعاتِ الصباح الأولى من يوم السابع من أكتوبر 2023 أطلقت حركة المقاومة الإسلامية حماس عبر ذراعها العسكري كتائب الشهيد عز الدين القسام عملية طوفان الأقصى وذلك ردًا على الاعتداءات الإسرائيلية وتدنيس الأقصى والاستمرار في الاستيطان كما أكّد على ذلك محمد الضيف القائد العام للقسّام والذي أعطى إشارة انطلاق العمليّة التي شهدت اقتحامًا من المقاومين لمستوطنات غلاف غزة ونجحوا في قتلِ عدد كبيرٍ من الجنود الإسرائيليين وأسر عشرات آخرين كما استطاعوا خلال ساعات قطع عشرات الكيلومترات ووصلوا لمستوطنات أبعد من تلك المحيطة والقريبة من قطاع غزة.
استمرَّت الاشتباكات بين الجيش الإسرائيلي وبين المقاومين في عديد من المستوطنات وعلى رأسها مستوطنة سديروت. الرد الإسرائيلي على هذه العمليّة جاء من خلال شنّ سلاح الجو الإسرائيلي عشرات الغارات العشوائيّة على القطاع متسبّبة في مقتل عشرات المدنيين وتدمير البنية التحتية لمدن القطاع، ليصل حد فرض إغلاق شامل وقطع متعمد لكل الخدمات من ماء وكهرباء وغاز وهو ما هدَّد حياة أكثر من مليونَي فلسطيني يعيشُ داخل القطاع الذي يُعاني أصلًا من تبعات الحصار الخانق عليهم منذ ستة عشر عاماً.

## الضحايا
جميع الضحايا من المدنيين فضلًا عن كونهم من عائلة واحدة قضت بعد قصف الاحتلال الإسرائيلي الذي استهدف منطقتهم السكنية وجعلها ركام .القائمة من رجال ونساء وأطفال وهم:
- فهمي محمد النجار.
- القاضية فاطمة المخللاتي.
- المستشار محمد فهمي النجار.
- حنين الشوا وأولادها الستة.
- فراس فهمي النجار.
- سماح عكيلة وأولادها الأربعة.